# Joan Soler Jové
Joan Soler Jové (Barcelona, 26 de mayo de 1934) es un pintor y dibujante español, hijo del también pintor Ramón Soler Liró.

"Mi amigo Soler Jové dibuja el circo mojando su pincelito en el corazón"
Camilo José Cela 

## Trayectoria
Los comienzos del pintor y dibujante catalán, Joan Soler Jové, son difíciles de precisar. Podríamos decir que nació pintor. Bajo la clara influencia de su padre, gran pintor y un extraordinario dibujante, comenzó a dibujar ya desde su primera infancia.  Su formación académica la realizó en la Llotja y en el Cercle Artistic de Sant Lluch, de Barcelona, aunque su gran maestro ha sido, sin lugar a dudas, su padre. En 1952, con solo 18 años, recibió una Beca del Ayuntamiento de Barcelona para estudiar en Madrid. Diez años más tarde, en 1962 el "Cercle Maillol" del Instituto Francés de Barcelona, presidido en aquel momento por el pintor Josep Maria de Sucre, le otorgó otra Beca para estudiar en París. Permaneció dos años en Francia, Bélgica y Alemania. En 1964 se trasladó a Mallorca, donde residió hasta 1980. Desde entonces vive y trabaja en Sitges.
A lo largo de su dilatada carrera Joan Soler Jové ha recibido y sigue recibiendo multitud de premios y reconocimientos por su trabajo como artista y pasión por el circo. El 20 de septiembre de 1995 fue nombrado Académico de la Real Academia Catalana de Bellas Artes de Sant Jordi. En 2014 el ayuntamiento de Sitges coloca una placa con su nombre en la Plaça dels Artistes, en reconocimiento a todo su trabajo. En 2015 la revista Zirkolika crea el Premio Joan Soler Jové de Dibujo, Pintura y Grafiti de Circo.

#### Obra pictórica
En su extensa carrera como artista Joan Soler Jové ha cultivado diferentes estilos: óleo, acuarela, collage, técnicas mixtas, pero su trabajo principal se centra fundamentalmente en el dibujo.  Su obra muestra preferentemente escenas cotidianas, paisajes urbanos y, sobre todo, escenas circenses.

#### Joan Soler Jové y Camilo José Cela
Son muchos los que han escrito sobre el pintor Joan Soler Jové, pero es muy difícil que alguien pueda llegar definir mejor su pintura que como lo hizo su amigo Camilo José Cela.  Desde que se conocieron en la década de los 60 en Palma de Mallorca ambos se profesaron mutuo respeto y admiración.  En 1968 Camilo José Cela escribió: "mi amigo Soler-Jové dibuja el circo mojando su pincelito en el corazón" , para añadir, en 1971: "Joan Soler-Jové es un dibujante avaro de la línea, un pintor de paleta esquemática y en la que nada falta ni nada sobra; quiero decir que Joan Soler-Jové no gasta ni malgasta una sola línea de más, una única pincelada innecesaria y superflua... Joan Soler-Jové adopta en todo momento una actitud permanentemente válida y eterna: la de quien sabe que el arte es equilibrio y justa economía de medio expresivos. Joan Soler-Jové tiene el raro talento -que a tantos y tantos es negado- de conocer el momento exacto de la perfección, que es el instante mismo del último trazo o de la última pincelada: no uno antes, ni tampoco otro después".

#### Joan Soler Jové y el circo. Charlie Rivel
Si le tuviésemos que definir en una sola frase muy probablemente todos coincidiríamos en decir: "Joan Soler Jové, toda una vida entregada al circo".  Desde su primera infancia se siente fuertemente atraído por el circo como lo demuestra el hecho que al salir de clase merodea con amigos alrededor de las carpas de circo instaladas en Sant Martí de Provençals, un distrito de Barcelona. En 1948 asiste por primera vez al circo en compañía de su padre, para ver la actuación del Cirque Amar de París. Su abuelo paterno y un hermano de este trabajaron como acróbatas, bajo el nombre artístico de "Soler Frères". Él mismo actuó, junto con el escritor Antoni Serra, como clown en la pista del Circo Checoslovaco en el Teatro Circo Balear (28 de diciembre de 1965). Su pasión/obsesión por el circo queda absolutamente reflejada en su obra artística. Renunció al gran éxito de crítica y adquisiciones que obtuvo por sus acuarelas y dibujos sobre temas urbanos de su época de París, para dedicarse por completo a los temas circenses. Más de 50 años dedicados al circo nos dejan un patrimonio difícilmente calculable de acuarelas y dibujos de temas circenses. Joan Soler Jové pasará a la historia como el gran cronista gráfico del circo y del payaso Charlie Rivel. Desde que lo conoció, en otoño de 1954, la figura y personalidad de Charlie Rivel han "poseído" a Joan Soler Jové del que ha realizado miles de dibujos, en busca de, según palabras del propio pintor, "del dibujo definitivo, que está aun por pintar". En 2005 se editó en Mónaco un sello de correos con uno de sus característicos dibujos de Charlie Rivel para conmemorar el 30 aniversario del Festival Internacional de Circo de Montecarlo y el galardón que obtuvo en su primera edición el universal payaso de Cubelles.

### Concursos / Exposiciones
Joan Soler Jové en sus primeros años participó en diversos concursos de pintura y dibujo. En 1951 participó en el Concurso Nacional para menores de 16 años, obteniendo el primer premio. Obtiene por tres veces la Medalla Manuel Risques de la Agrupación de Acuarelistas de Cataluña, en los años 1958 (tema urbano), 1961 (paisaje) y 1963 (bodegón). En 1967 el ayuntamiento de l'Hospitalet le encarga una serie de temas urbanos sobre dicha ciudad que forman parte de la colección permanente del Museo de la Ciudad de l'Hospitalet y que sirvió para la realización de diversas exposiciones, siendo también presentada en Madrid, en el Ministerio de Información y Turismo. En los años que residió en la ciudad de Mallorca el propietario del Restaurante "Can Tomeu" le encargo la decoración con sus dibujos y acuarelas las paredes de famoso local y centro neurálgico de la vida cultural y social mallorquina de la época. 
Joan Soler Jové realizó su primera exposición individual en 1953, en la Sala Rovira de Barcelona, presentando un conjunto de acuarelas sobre Barcelona, Madrid, Toledo y El Escorial. En 1958, junto con Ramón Noe y Pilar Leita, presentó la exposición "I Salón de Circo" en la Sala Jaimes de Barcelona, Mataró, Figueres y Palma de Mallorca. Desde entonces ha realizado más de 200 exposiciones  (Paris, Londres, Munich, Estocolmo,...).

#### Exposiciones internacionales
- París (Galería Jaques Vidal)
- Munchen (Galería Schoningel, Grafelgin, Antiquitaten Purfanquen)
- Estocolmo (Grona Lund, Galería)
- Londres (Don Quijote Art Gllery)
- Sant Esteve
- Francia (Salón de la Caricatura)
- Andorra (Arles Sur Tech, Sala iglesia Sant Severin)

#### Exposiciones nacionales
- Barcelona (Sala Rovira, Sala Andreu, Galería Jaimes, Galería Syra, Ateneo Barcelonés)
- Palma de Mallorca  (Galería Eura, Galería Angel Blau, Galería Cavall Verd, Librería Tous, Galería Minorica, Galería Grife y Escoda)
- Madrid (Galería Grife y Escoda, Ministerio de Información y Turismo, Librería Epesa, Librería Hispano Suiza, Librería El Brocense, Casa de Vacas)
- Manresa (Sala de Arte Xipell, Escola, La Salle)
- Sant Cugat del Valles (Galería Febo)
- Montblanch (Sala Queral)
- Reus (Galería Anquins)
- El Vendrell (Ur, Galería de Art), Cubelles (Art i Antiquitats Cubelles, Centre Social)
- Vilanova i la Geltrú (Galería Prisma, Galería La Cava)
- Sitges (Galería de Art Agora3, Galería Febo)
- Calafell (Sala D¨Art Dama)
- Ibiza (Galería Musical, PUB-9 Ibiza)
- Figueres (Galería Dolors Ventos)
- Santa Colona de Farnés (Ayuntamiento)
- Blanes (Ayuntamiento), Vic (Sala Articolor)
- Manlleu (Sala Municipal)
- Cadaqués (Galería Carles Sicart)
- Centelles (Sala Amics de Centelles)
- L´Hospitalet (Sala Amics de la Música, L´Ateneu, Museu Casa España, Casino Santa Eulalia, Sala Sant Jordi)
- Lleida (Galería Amat, Salas de Pallars)
- Igualada (Sala Ateneu)
- Cornella (Biblioteca Cornella)
- Bellprat (Ayuntamiento)

### Diseño Gráfico y Actividad Editorial
Joan Soler Jové, además de gran dibujante será recordado por su intensa actividad editorial y de diseño gráfico. Ha publicado e ilustrado decenas de libros, entre los que destacan:
- Antonio Serra. Homenaje al Circo. Coin dibujos de Soler-Jové. 1965.
- Baltasar Porcel. Divagant amb dibuixos de Soler Jové. 1968.
- Octavio Aguilera. Dibujos Joan Soler-Jové. Estampas Ciudadanas. Ed. Cort. 1969.
- Joan Soler Jové. Dibuixos de l'Hospitalet. 1969.
- Joan Soler-Jové / Josep M, Palau i Camps. Dibuixos i versots. 1975.
- Soler-Jové. Dibuixos. Arnau. 1975.
- Soler Jové. Dibuixos. Charlie Rivel. Cubelles. 1976.
- Llorenç Moya / Joan Soler-Jové. i tanmateix pallasso. 1979.
- Soler Jové. A reveure Charlie Rivel. 1983.
- Soler-Jové. Recull de Dibuixos, Sala d'Art Xipell. Manresa 1989.
- Josep M. Cadena. Els dibuixos de Soler-Jové. Manresa 1989.
- Josep M. Cadena. Els dibuixos de Soler-Jové. Calafell 1989.
- El Circ. Dibuixos de Joan Soler-Jové. Montecarlo. 1991.
- Sebastià Gasch. Crític d'art i cronista de circ.. Comentaris devers de Joan Soler-Jové. 1993.
- Josep Vinyes i Sabatés. Soler Jové Dibuixos. Circusiana. Col.leccionistes de documentació de circ. 1993.
- Charlie Rivel. De la ma de Joan Soler-Jové. 1996.
- Le Cirque de Joan Soler Jové. Editions Coleur Cirque, 1996.
- R. Font i Farran. Imatges de París. Dibuixos de Joan Soler-Jové. 1999.
- Pierre Robert Levy. Le Cirque- Dessins Joan Soler-Jové ou l'amour de la piste. Caricaturc 2000.
- Joan Soler-Jové Dibuixos. Cornellà. Xè Festival Internacional de Pallassos. 2002
- Charlie Rivel. Memorial de la mà de Joan Soler-Jové. 2006.
- El pallasso Charlie Rivel. Joan Soler-Jové. Dibuixos. 2008.
- Javier Sainz Moreno. Dibuixos de Circ de Joan Soler-Jové. Madrid, 2015.